# Nichiren-boeddhisme
Het Nichiren-boeddhisme (日蓮系諸宗派, Nichiren-kei sho shūha) is een tak van het boeddhisme gebaseerd op de leringen van de Japanse monnik Nichiren Daishonin uit de Kamakuraperiode (1185-1333). Hij baseerde zijn boeddhistische leer op de Lotussoetra, een geschrift uit het Mahayana-boeddhisme. Het Nichiren-boeddhisme is een brede term die verschillende scholen en subscholen alsook nieuwe Japanse religies overkoepelt. Verschillende vormen van het Nichiren-boeddhisme hebben een grote invloed gehad op de Japanse samenleving.

## Geloofsovertuiging en sandai-hihō
Voor Nichiren is de Lotussoetra de leer bij uitstek voor het boeddhisme. Hij deed dan ook zijn uiterste best om ervoor te zorgen dat het boeddhisme terug in deze oorspronkelijke vorm hersteld werd. Zijn geloof in de Lotussoetra uitte hij op drie manieren die bekendstaan als de sandai-hihō (Letterlijk: de Drie Grote Geheime Wetten) Deze zijn de mantra daimoku, de mandala honzon en de plaats kaidan.

### Daimoku

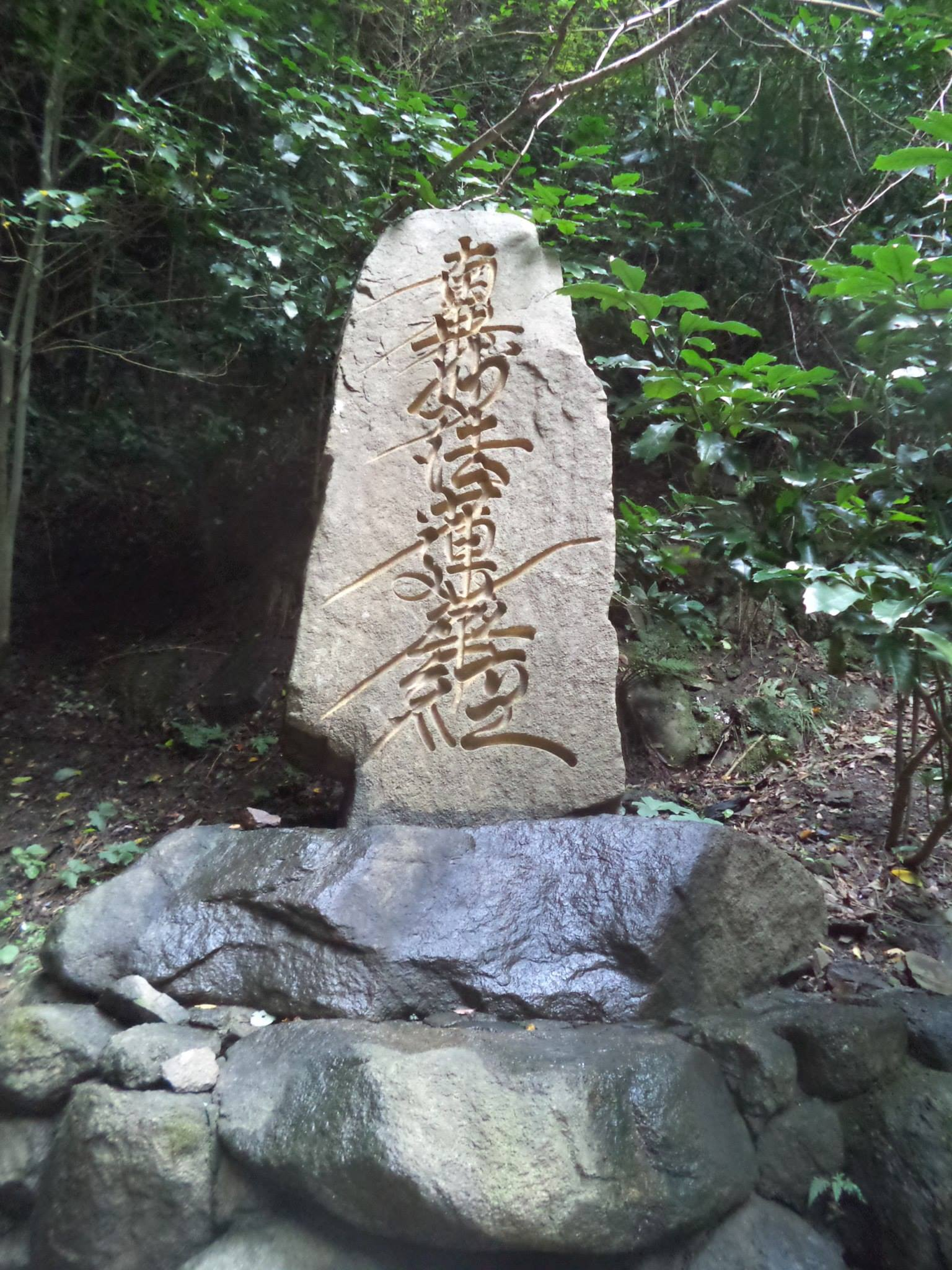
Namu myōhō rengekyō

Daimoku is het reciteren van de mantra namu myōhō rengekyō. Hierin betekent namu 'toewijding aan iets'. Myōhō kunnen we opdelen in myō, wat 'vreemd' of 'mysterieus' betekent, en hō wat 'wet' betekent. Rengekyō kan op zijn beurt weer opgedeeld worden in drie delen, namelijk ren ('lotus'), ge ('bloem') en kyō ('sutra'). Wanneer deze delen allemaal worden samengevoegd krijg je dus de vertaling Toewijding aan de mysterieuze wet van de Lotussoetra. Nichiren geloofde dat enkel het reciteren van deze mantra kon leiden tot verlichting en daarom werd daimoku ook als hoogste wet beschouwd. Het was de ware betekenis van het leven. Daimoku is ook terug te vinden in het midden van de honzon.

### Honzon

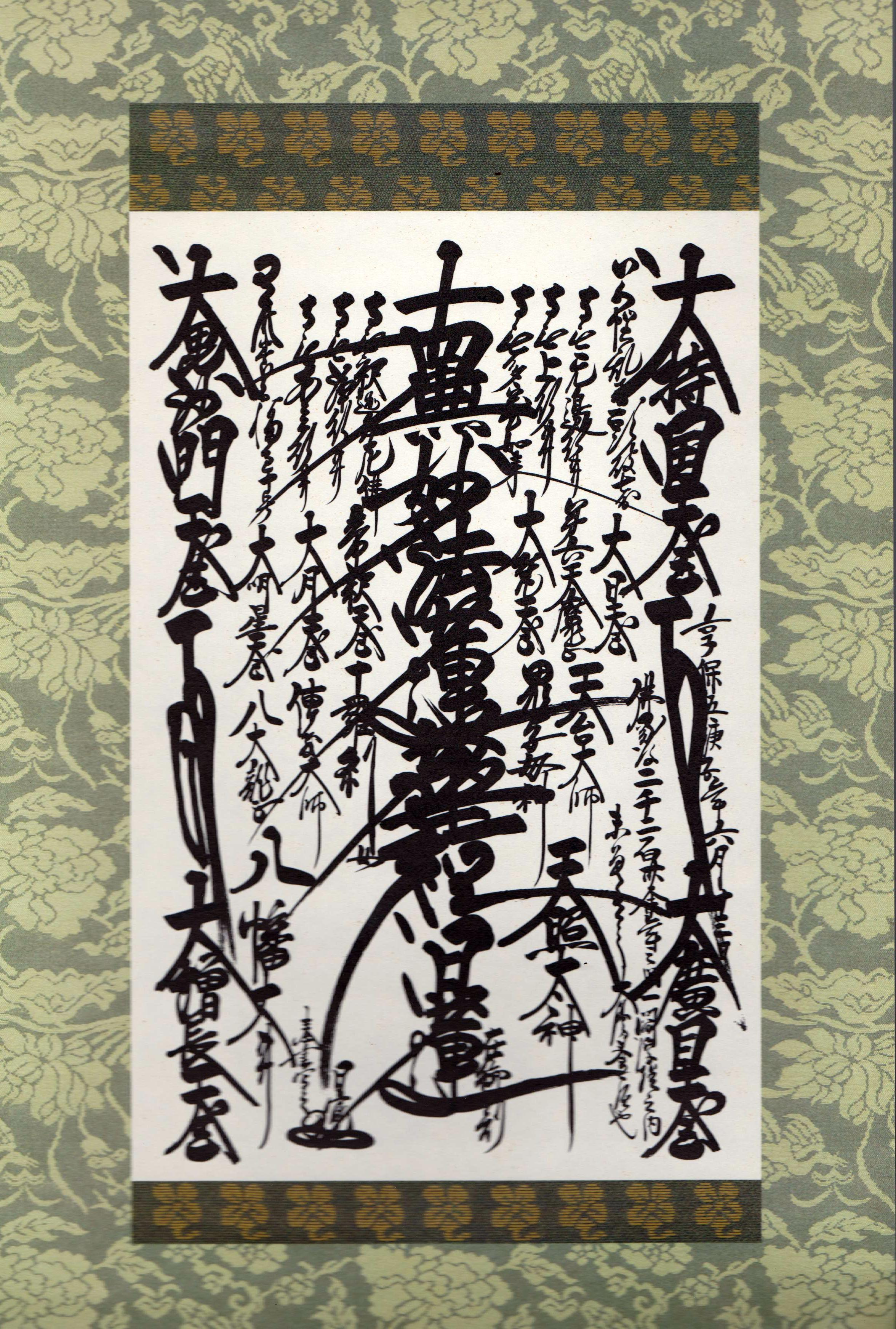
Gohonzon

Honzon (ook gohonzon of mandala) is een rituele tekening. Bij Nichiren gaat het over een beschilderde rol die als een grafische voorstelling van de wereld van de Lotussoetra is. In het midden van de rol is de naam van de Lotussoetra te vinden en er rond staan de namen van de goden die aanbeden worden. Omdat de karakters met inkt op een papieren rol worden geschreven, wordt de mandala ook weleens mojishiki no mandara of shiboku no mandara genoemd. Deze eerste betekent mandala bestaande uit karakters, de tweede betekent mandala geschreven met inkt op papier.
De honzon was het hoofdobject van aanbidding in de tempels van Nichiren. In totaal bestonden er vermoedelijk rond 128 verschillende mandala's waarin Nichiren bepaalde patronen herhaaldelijk laat voorkomen of waarin hij variaties van oude patronen verwerkt. Dit zorgt ervoor dat er een grote verscheidenheid aan patronen is.
Voor Nichiren had een mandala ook verschillende, uiteenlopende functies:
- Een middel waarmee Nichiren zijn eigen interpretatie van het boeddhisme wil weergeven.
- Een mandala is nodig in een periode waarin de mappō-gedachte[5] heerst. De mensen moesten volgens Nichiren in deze periode onderwezen worden in de waarheid (die enkel terug te vinden was in de Lotussoetra).
- Een mandala is de visualisatie van de wereld van de Lotussoetra. Nichiren had de nood om zijn voorwerp van aanbidding zichtbaar te maken.
- De mandala is de 'gids' naar het doel dat men zocht in religie, namelijk de verlichting.
- Het was een hulpmiddel voor het doorgeven van zijn leer aan andere mensen. Dit waren niet enkel monniken, maar ook gewone mensen van allerlei sociale afkomst.[6]

### Kaidan
Kaidan wijst op een plaats die heilig is voor de boeddhisten en die werd gebruikt voor de priesterwijding van monniken. Wanneer men 'officieel' monnik wou worden, dan moest men verplicht naar deze kaidan gaan om daar aangesteld te worden. De kaidan wordt ook wel ordinatie-platform genoemd. Voor Nichiren was het de plaats waar personen onderwezen moesten worden in de leer van de Lotussoetra.

## Vertakkingen van Nichiren-boeddhisme
- Nichiren Shu
- Nichiren Shoshu
- Soka Gakkai (De grootste stroming van het Nichiren-boeddhisme met ruim 20 miljoen aanhangers.)

## Verwante boeddhistische scholen
- Zuiver Land-boeddhisme (ook wel 'Het Reine Land')
- Zenboeddhisme
- Tendai